# Селуин (округ)
Округ Селуин (англ. Selwyn) — один из 10 округов региона Кентербери, расположенный на восточном побережье Южного острова Новой Зеландии. Округ, представляющий собой преимущественно сельскую местность, был назван по имени протекающей в нём реки Селуин. Река, в свою очередь, была названа в честь епископа Джорджа Селуина, первого англиканского епископа в Новой Зеландии. В 1843—1844 годы он путешествовал по стране и проповедовал в этих местах.

## Органы власти
Район управляется выборным мэром и Советом из 10 человек, избираемых одновременно каждые 3 года на мажоритарной основе. 10 членов совета избираются из четырёх избирательных округов. 2 члена совета избираются из Элсмира, 2 из Малверна, 3 из Центрального Селуина и 3 из Спрингса. В Малверне и Центральном Селуине также действуют Советы Общин, которые имеют полномочия, делегированные им Советом.
Округ Селуин находится в пределах региона Кентербери, поэтому Региональный совет Кентербери несёт ответственность за региональное планирование и природопользование.
Органы власти округа Селуин имеют полномочия, делегированные Правительством Новой Зеландии, и исполняют свои обязанности в соответствии с законодательством (в частности, согласно Закону о местном самоуправлении 2002 года и Закону об управлении ресурсами).
Представители от округа Селуин участвуют и в национальной политике. Эми Адамс является действующим депутатом от Национальной партии.
Штаб-квартира окружного Совета находится в Роллстоне.

## География
Округ Селуин расположен в центре региона Кентербери и находится в центре Южного острова.
Границы: с севера округ ограничен рекой Уаимакарири, протекающей по Кентерберийской равнине. В горах округ граничит с округом Херунуи. Восточная граница округа примыкает к городу Крайстчерч, полуострову Банкс и имеет выход к Тихому океану. Южная граница округа проходит по реке Ракайя, за которой находится округ Ашбертон. Западная граница округа проходит по основному водоразделу Южных Альп.
Географические особенности: округ Селуин состоит из двух различных регионов: равнин и гор. Большинство населения живет и работает на равнинах, где в низменностях образуются плоские и сравнительно сухие луга. На самом юго-востоке расположено озеро Элсмир, окружённое болотистой местностью, образовавшейся около русла реки Селуин. Притоками реки Селуин являются река Вайяниванива, реки Хорората и Хокинс.
В гористой местности, в основном состоящий из холмов, горных хребтов и узких речных долин, население малочисленно. В основном здесь встречаются альпийские луга; буковые леса встречаются в парке Крейджибёрн и Артурс-Парке.
Население: общая численность населения округа Селуин составляла 41 100 человек по оценкам на июнь 2011 года. Примерно половина населения проживает в разных городах и деревнях округа, в то время как остальные живут на фермах. 95 % населения живёт на равнинах. Крупнейшие города: Дарфилд, Листон, Линкольн и Роллстон. Посёлки Спрингфилд и Шеффилд находятся на государственном шоссе 73. Здесь начинаются предгорья Южных Альп.
Климат: на равнинах умеренный, характеризующийся тёплым, сухим летом и прохладной зимой. Южные Альпы ответственны за относительно небольшое количество осадков, а также за возникновение фёна «Кентерберийский Норвестер». Это сильный, горячий и сухой ветер, наиболее часто возникающий весной и летом, иногда достигает разрушительной силы. В горной части Южных Альп влажность намного выше, а температура ниже.

## Экономика
Большая часть экономики округа основана на сельском хозяйстве. В основном это: разведение мясного скота и овец в засушливых районах, молочное производство и оленеводство в более влажных областях. Встречается коневодство. На равнинах развито выращивание пшеницы и ячменя, винограда и других фруктов, овощей, грибов и цветов.
Сфера услуг в основном связана с обслуживанием населения. В городе Линкольн находится университет, а также ряд научно-исследовательских институтов и других организаций, занимающихся научными исследованиями.
Совет округа Селуин владеет 11 % акций местной энергетической компании Orion.

## История
Первыми жителями этой области были маори, переселившиеся в Новую Зеландию с островов Кука около 700 лет назад. В Селуине и большинстве остальных регионов Южного острова преобладающим племенем маори сегодня является Нгаи-Таху, мараэ которых находится в Таумуту около озера Элсмир (маори Te Waihora).
В конце XIX века сюда прибыли европейские (главным образом британские) колонисты и превратили эти земли в сельскохозяйственные угодья, до сих пор составляющие здесь преобладающую картину.
Округ Селуин в качестве самостоятельной единицы был сформирован в 1989 году после слияния округов Малверн и Элсмир, а также части округа Папаруа. В округе установился высокий уровень жизни. В последние годы рост численности населения здесь превышал средний по стране (более чем на 3 % в год по данным переписей населения 2001 и 2006 года), что сделало округ самым быстрорастущим в Новой Зеландии в 2008—2009 годах.
Большинство новых жителей переехали в Селуин из Крайстчерча, для того чтобы поселиться на небольших фермах и в посёлках Селуина, находящихся в нескольких минутах езды от города (например, Роллстона, Пребблетона, Линкольна, Вест-Мелтона, Кирви). Роллстон, который также привлекает иммигрантов из других стран, в частности, из Великобритании, является самым быстрорастущим из этих городов. В течение 10 лет, к 2006 году, он вырос с 1536 до 5073 жителей. Наименее населённый город региона — Кэсс, где живёт всего один человек.
Округ Селуин, также как Крайстчерч и округ Уаимакарири, серьёзно пострадали в результате землетрясения 2010 года. Эпицентр землетрясения располагался неподалёку от Дарфилда.